# Name Your Adventure
Name Your Adventure é um programa infanto-juvenil da NBC, apresentado entre 1992 e 1995 em seu bloco de programação voltado para os jovens, o TNBC. O programa mostrava os sonhos de vários jovens se tornando realidade. Os apresentadores iam até a casa de um sortudo jovem, e davam a este as ferramentas para que pudesse alcançar o sucesso, querendo ele ser um ator, um piloto de corridas, ou um mesmo um astrólogo.
Em um notável episódio, um jovem chegou a conhecer o então presidente dos Estados Unidos da América, Bill Clinton. Em outro, foi possível ver Mario López ajudar um garoto que queria ser um grande mergulhador e vencedor de uma Olimpíada, para ajudá-lo, ele o apresentou a Greg Louganis, um notório medalhista olímpico. Eventualmente, Mario López e Greg Louganis desenvolveram uma amizade que acabou por levar o primeiro a estrelar o filme Beyond the Surface: The Greg Louganis Story, exibido originalmente pelo USA nos Estados Unidos.

## Apresentadores
- Mario López
- Tatyana Ali
- Jordan Brady

## Prêmios
| Ano  | Premiação           | Categoria                                           | Indicado(s) | Resultado |
| ---- | ------------------- | --------------------------------------------------- | ----------- | --------- |
| 1995 | Young Artist Awards | Melhor apresentadora de programa infantil           | Tatyana Ali | Indicado  |
| 1994 | Young Artist Awards | Melhor apresentador jovem em programa de variedades | Mario López | Vencedor  |
| 1993 | Young Artist Awards | Melhor apresentador jovem em programa de variedades | Mario López | Vencedor  |